# Schäfler
Der Schäfler ist ein Gipfel im Schweizer Kanton Appenzell Innerrhoden mit einer Höhe von 1925 m. Er ist ein beliebtes Ausflugsziel im Alpsteingebiet und liegt hoch über dem Seealpsee, in der nördlichen Alpstein-Kette.

## Name
Im Dialekt heisst der Berg [də ʃœːfflə(r)], die Erstnennung stammt von 1740 als Schäffler. Der Name ähnelt damit dem Wort «Schafe» (schweizerdeutsch [ʃœːf]).

## Zugang
Eine Route führt von der Bergstation der Ebenalp-Seilbahn (1590 m) zunächst hinunter durch das Dunkle Loch des Wildkirchli-Höhlensystems, vorbei am Eremitenhaus, am Wildkirchli und entlang der Zislerwand, über den Schäflerrücken und wenige Meter unter dem Gipfel am Berggasthaus Schäfler vorbei auf den 1925 Meter hohen Gipfel. Er ist auch direkt vom Seealpsee via Äscher zu erreichen oder auch von Norden, von Lehmen her.
Nur für berggewohnte Wanderer mit geeignetem Schuhwerk ist eine Fortsetzung der Wanderung in westlicher Richtung gegen den Säntis geeignet. Weitere Abstiege zur Altenalp oder in Richtung Mesmer, Seealpsee oder weiter in Richtung Meglisalp führen ebenfalls über den etwas ausgesetzten Gratweg.

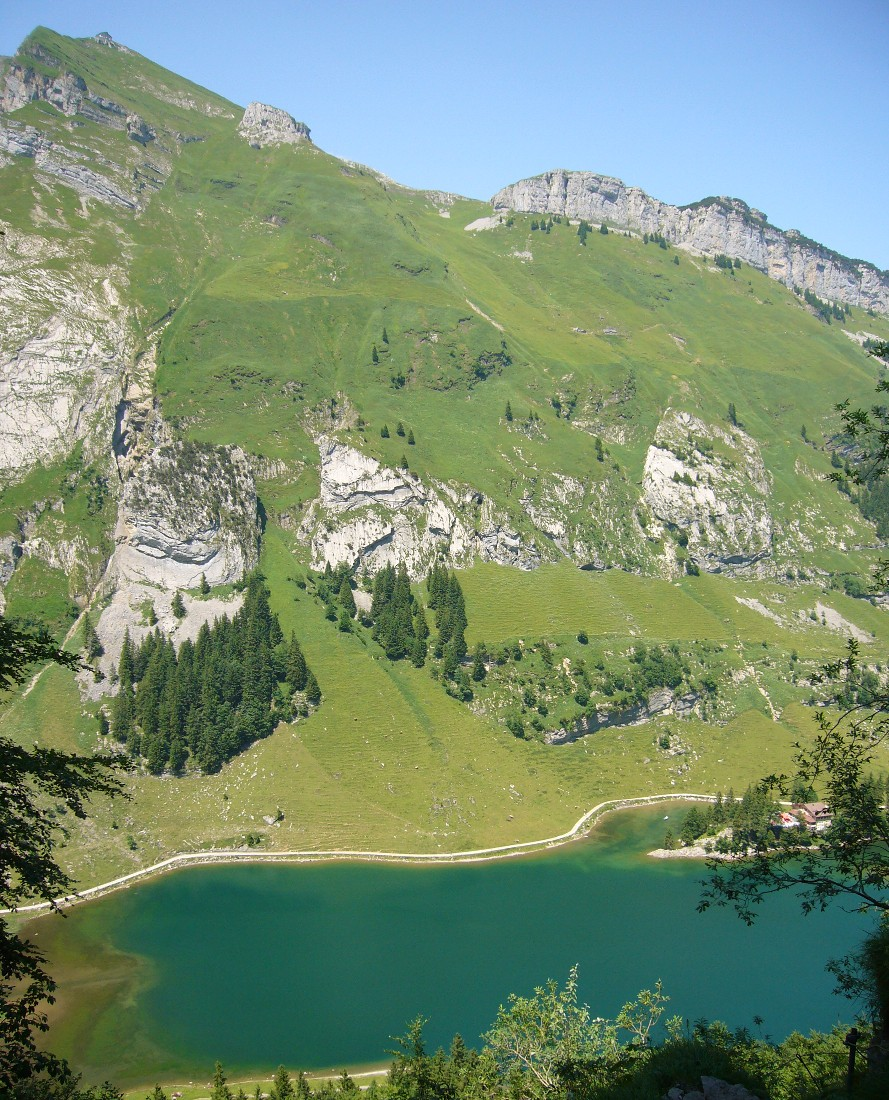
Der Schäfler hoch über dem Seealpsee von Süden gesehen. Am rechten Bildrand die Zislerwand.
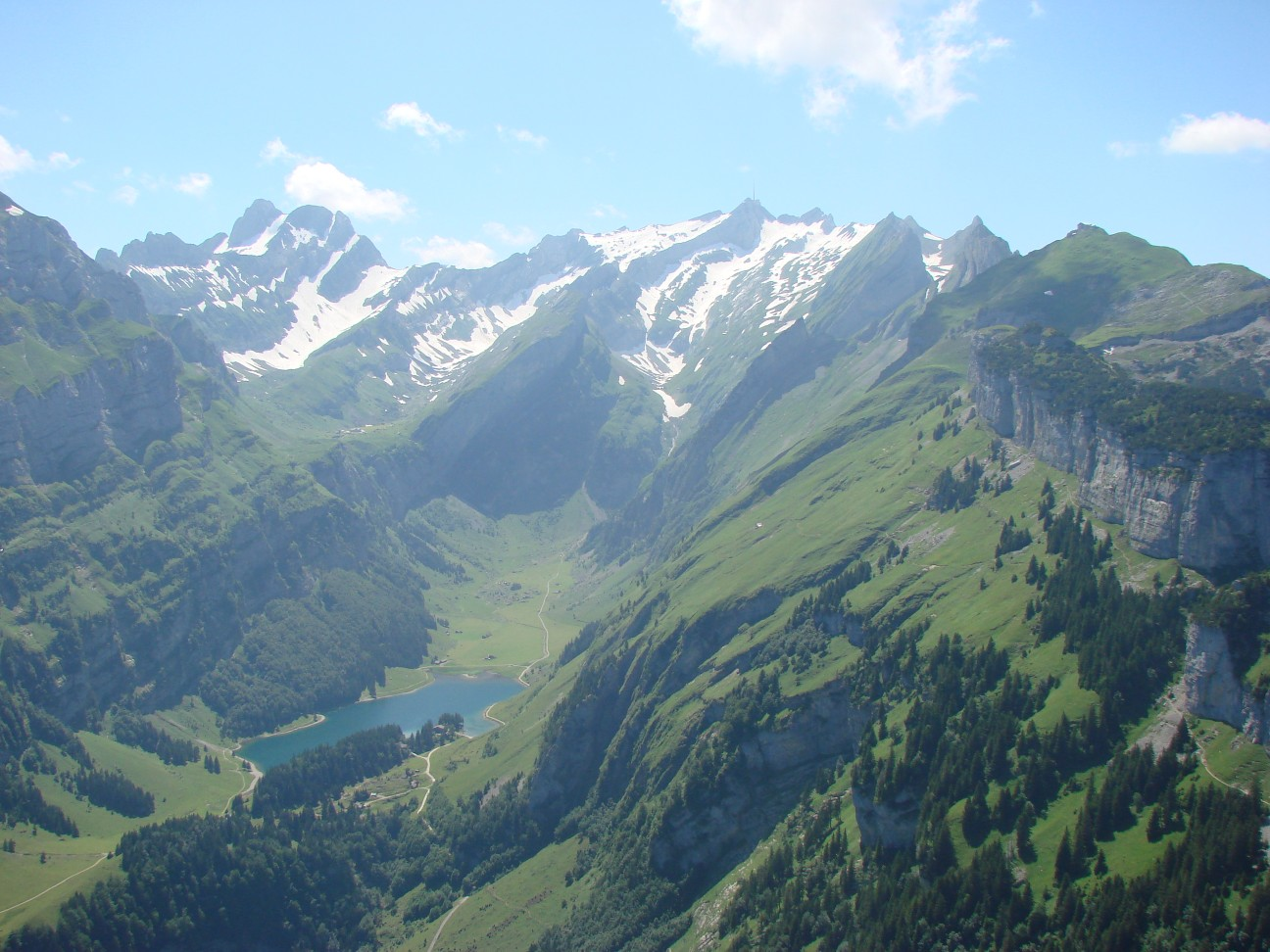
Der Schäfler rechts im Bild mit Säntis-Panorama, unten der Seealpsee
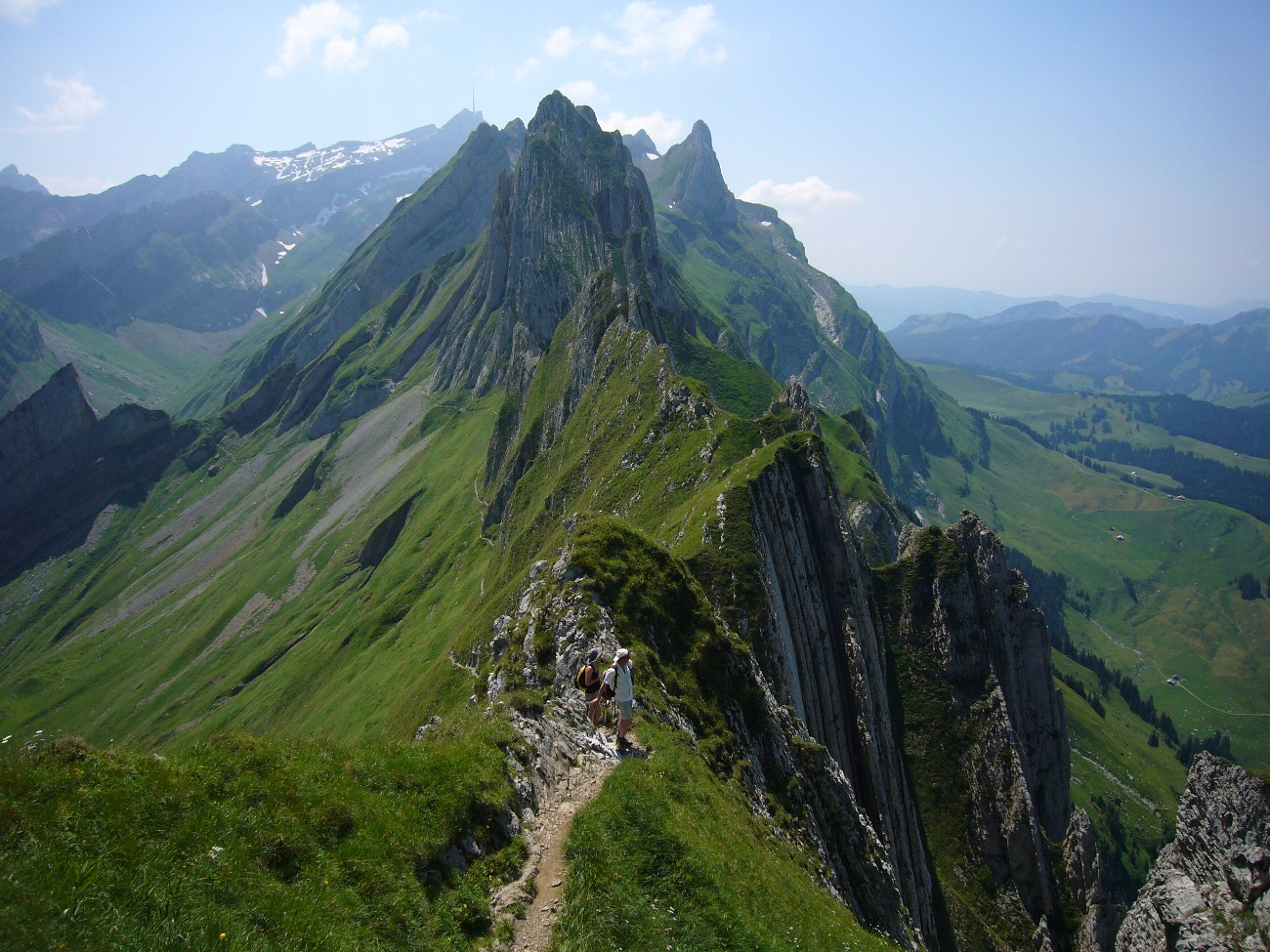
Vom Schäfler in westlicher Richtung zum Säntis
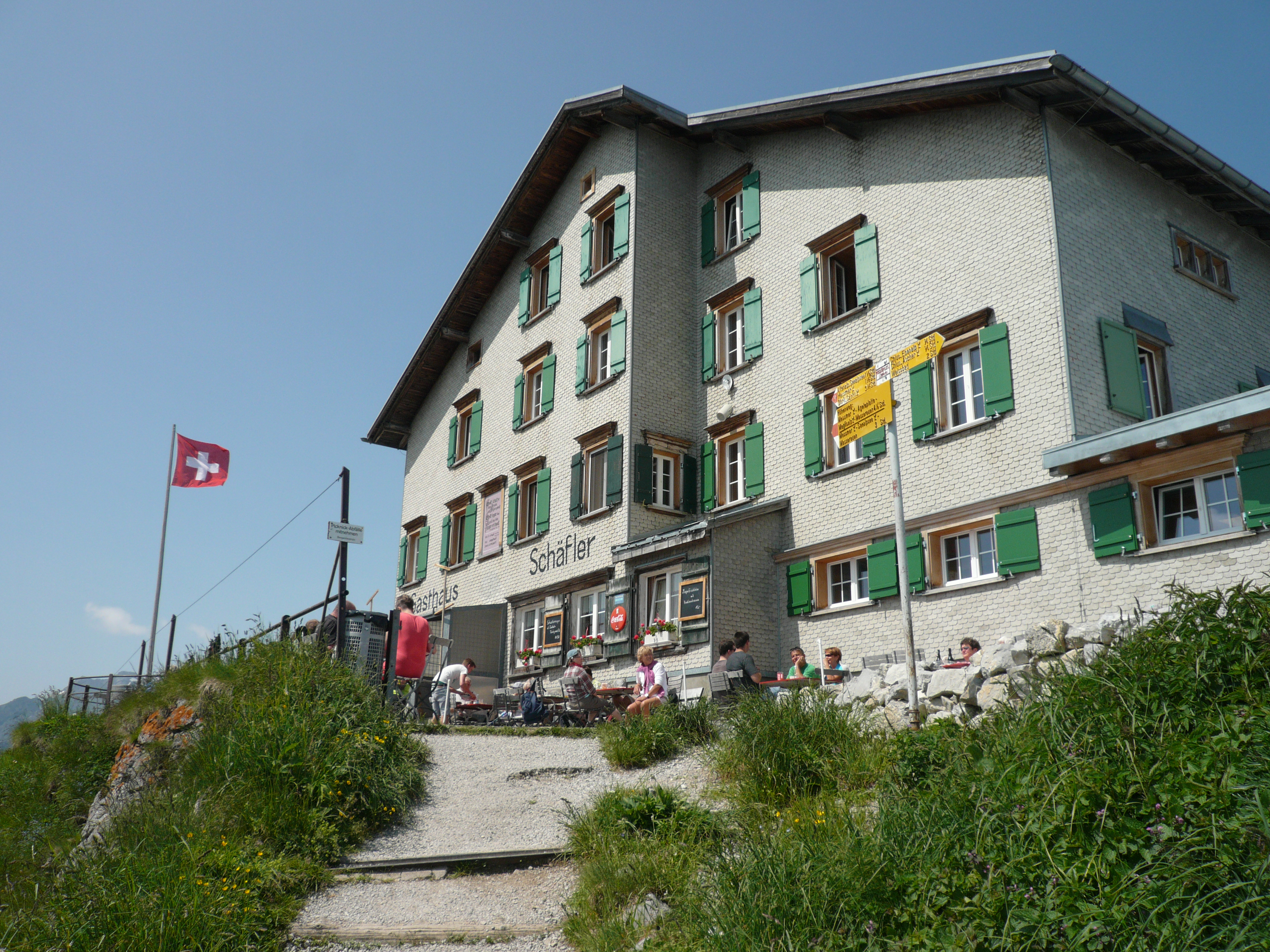
Berggasthaus auf dem Schäfler